# The Professional Scapegoat
The Professional Scapegoat è un cortometraggio muto del 1914 scritto, diretto, prodotto e interpretato da Sidney Drew.

## Trama
Wimperis trova una nuova professione. Viene assunto da un grande magazzino come "capro espiatorio": ogni qual volta un cliente si lamenterà per qualcosa, chi verrà licenziato sarà lui.

## Produzione
Il film fu prodotto dalla Vitagraph Company of America.

## Distribuzione
Distribuito dalla General Film Company, il film - un cortometraggio in una bobina - uscì nelle sale cinematografiche statunitensi il 20 novembre 1914.